# Kancler Firenc
Kancler Firenc (izvirno italijansko Cancelliere di Firenze) je bil najvišji sodni organ v času Florentinske republike, ki pa ni imel nobenih političnih moči.

## Seznam
- Coluccio Salutati (imenovan 1375)
- Leonardo Bruni (imenovan 1410)
- Carlo Marsuppini tudi Carlo Aretino, (1444 - 1453)
- Poggio Bracciolini (1453-1459)
- Benedetto Accolti starejši (imenovan 1459)
- Bartolomeo Scala (1465-1497)
- Niccolò Machiavelli (imenovan 1498)